# Roman Reigns
Leati Joseph « Joe » Anoa'i (né le 25 mai 1985 à Pensacola (Floride)) est un acteur et catcheur (lutteur professionnel) américain. Il travaille à la World Wrestling Entertainment, dans la division SmackDown, sous le nom de Roman Reigns.
En 2010, il commence sa carrière de catcheur et rejoint immédiatement la plus grande fédération de catch au monde, la World Wrestling Entertainment (WWE). Il fait d'abord un passage au club-école de la fédération, la Florida Championship Wrestling (FCW), où il y apprend le catch et remporte également son tout premier titre de sa carrière, le championnat de Floride par équipe de la FCW avec Mike Dalton en 2012.
Le 18 novembre 2012, lors des Survivor Series, il fait ses débuts en tant que membre du Shield, composée de Dean Ambrose et Seth Rollins. Plus tard, il rencontre un énorme succès au sein de la fédération comme étant l'un des plus grands clans de l'histoire de la WWE et remporte son premier titre dans le roster principal de la WWE, le championnat du monde par équipes de la WWE avec Seth Rollins en 2013.
Après sa dissolution du clan en 2014, il remporte un énorme succès : vainqueur du Royal Rumble Match en 2015, trois Champion de la WWE en 2015 et 2016, une fois Champion des États-Unis de la WWE en 2016, une fois Champion Intercontinental de la WWE en 2017 et une fois Champion Universel de la WWE en 2018.
Le 30 août 2020, sous un nouveau personnage, il devient pour la 2e fois Champion Universel de la WWE en battant "The Fiend" Bray Wyatt et Braun Strowman dans un Triple Threat No Holds Barred match, commençant alors le règne le plus long de l'ère moderne de la WWE et le 4e plus long de son histoire, s'étendant à 1 316 jours ininterrompus (plus de 3 ans et 7 mois) jusqu'au 7 avril 2024 à WrestleMania XL.
Le 3 avril 2022, lors de WrestleMania 38, il redevient champion de la WWE pour la 4e fois en battant Brock Lesnar et devient le premier catcheur à être double champion en possédant simultanément la ceinture du Champion de la WWE et du Champion Universel de la WWE, unifiant les 2 titres.

## Carrière dans le football américain et canadien

### National Football League (2007-2010)
Il joue au football américain à l'institut de technologie de Géorgie au poste de plaqueur défensif.
En 2007, il participe à la Draft, mais aucune franchise de la National Football League ne le choisit. Il participe à un camp d'entraînement des Vikings du Minnesota et signe un contrat avec les Jaguars de Jacksonville.
En 2008, il part pour la Ligue canadienne de football où il fait équipe avec les Eskimos d'Edmonton et enregistre neuf plaqués en cinq matchs joués.

## Carrière dans le catch

### World Wrestling Entertainment (2010-...)

#### Florida Championship Wrestling (2010-2012)
En juillet 2010, il signe officiellement un contrat avec la World Wrestling Entertainment, intègre d'abord le club-école de la fédération, la Florida Championship Wrestling.
Le 19 août 2010, il effectue son premier combat non télévisé sous le nom de Leakee, lors d'une bataille royale, remporté par Alex Riley. Le 31 octobre, il perd son premier combat télévisée face à Shad Gaspard.
Le 3 février 2011, lui et son partenaire Donny Marlow battent Damien Sandow et Titus O'Neil par disqualification, mais ne remportent pas le titre de Floride par équipe de la FCW.
Le 12 janvier 2012, il bat Dean Ambrose et Seth Rollins dans un Triple Threat match pour obtenir un match de championnat de Floride du monde poids-lourds de la FCW face à Leo Kruger. Plus tard dans la soirée, il ne remporte pas le titre. Le 20 juin, il remporte son premier titre de sa carrière, le championnat de Floride par équipe de la FCW en équipe avec Mike Dalton, battant Corey Graves et Jake Carter. Le 13 juillet, ils perdent face à CJ Parker et Jason Jordan, ne conservant par leurs titres.

#### The Shield (2012-2014)

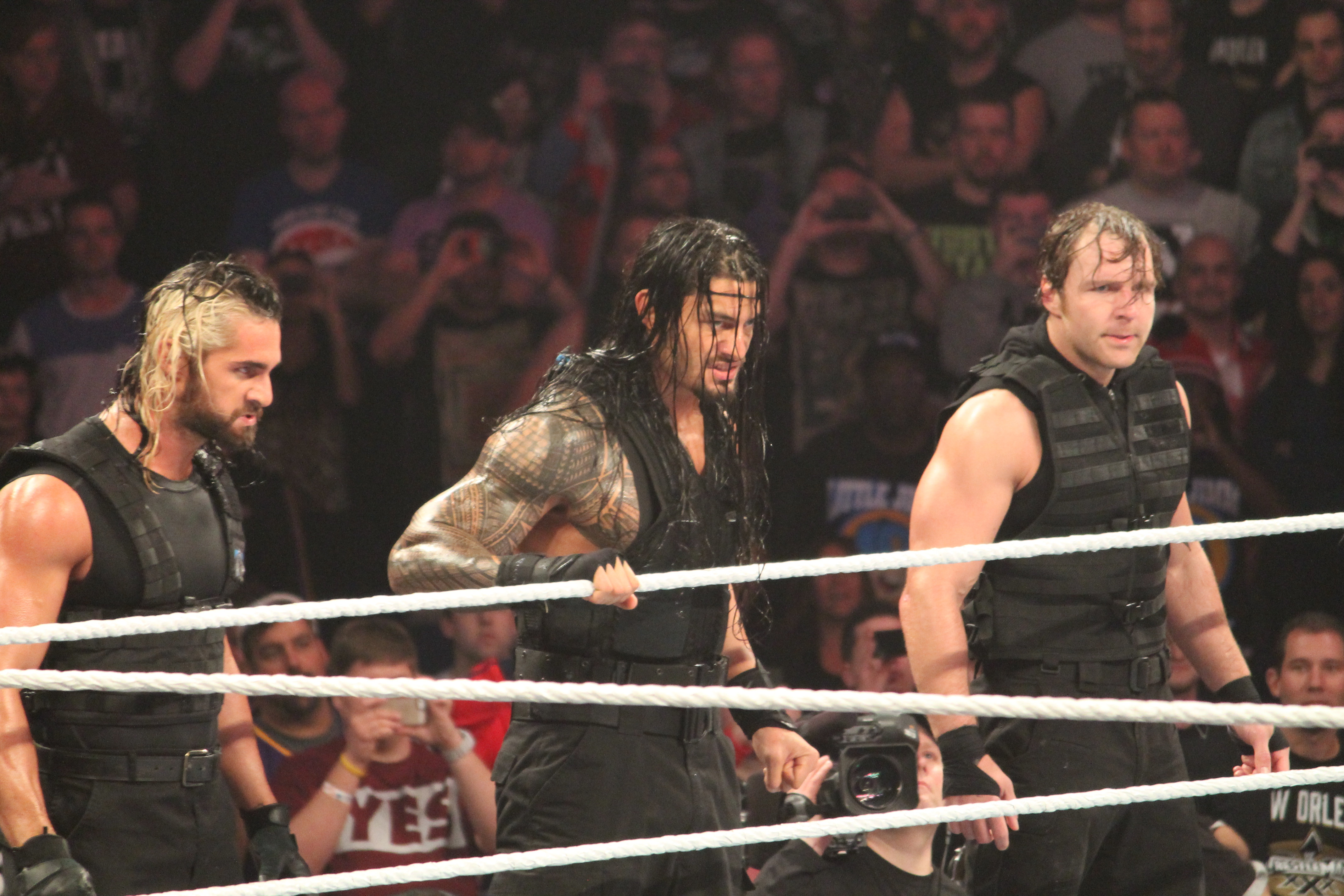
The Shield, composé de Seth Rollins (gauche), Roman Reigns (milieu) et Dean Ambrose (droite).

Le 18 novembre aux Survivor Series, le nouveau clan composé de Dean Ambrose, Seth Rollins et lui, le Shield, fait ses débuts, en tant que Heel, intervient pendant le Triple Threat match entre CM Punk, John Cena et Ryback pour le titre mondial poids-lourds, empêche le dernier catcheur de faire le tombé sur le second et permet au premier de conserver son titre. Le 16 décembre à TLC, ils disputent leur premier match et battent Team Hell No (Daniel Bryan et Kane) et Ryback dans un 6-Man Tag Team TLC match.
Le 17 février 2013 à Elimination Chamber, ils battent John Cena, Sheamus et Ryback dans un 6-Man Tag Team match.
Le 7 avril à WrestleMania 29, ils battent Big Show, Sheamus et Randy Orton dans la même stipulation. Le 19 mai à Extreme Rules, Seth Rollins et lui deviennent les nouveaux champions par équipes en rebattant la Team Hell No dans un Tornado Tag Team match et remportent les titres pour la première fois de leurs carrières. Le 16 juin à Payback, ils conservent leurs titres en rebattant Randy Orton et Daniel Bryan.
Le 14 juillet lors du pré-show à Money in the Bank, ils conservent leurs titres en battant les Usos. Le 19 août à Raw, ses frères et lui deviennent officiellement gardes du corps de l'Authority. Le 15 septembre à Night of Champions, Seth Rollins et lui conservent leurs titres en battant The Prime Time Players (Darren Young et Titus O'Neil).
Le 6 octobre à Battleground, ils perdent face à Cody Rhodes & Goldust dans un match sans enjeu et subissent leur première défaite en duo. 8 soirs plus tard à Raw, ils ne conservent pas leurs ceintures, rebattus par leurs mêmes adversaires. Le 27 octobre à Hell in a Cell, ils ne remportent pas les ceintures, rebattus par leurs mêmes opposants dans un Triple Threat Tag Team match qui inclut également les Usos. Le 24 novembre aux Survivor Series, les Real Americans (Cesaro et Jack Swagger), ses frères et lui battent les frères Rhodes, les Usos et Rey Mysterio dans un Men's 5-on-5 Traditional Survivor Series Elimination match. Le 15 décembre à TLC, ils perdent face à CM Punk dans un 3-on-1 Handicap match et subissent leur première défaite en trio.
Le 23 février 2014 à Elimination Chamber, ils perdent face à la Wyatt Family dans un 6-Man Tag Team match. Le 17 mars à Raw, ils effectuent un Face Turn, car attaquent Kane et se retournent contre l'Authority.
Le 6 avril à WrestleMania XXX, ils battent The Big Red Monster et New Age Outlaws (Road Dogg et Billy Gunn) dans un 6-Man Tag Team match. Le 4 mai à Extreme Rules, ils battent Evolution dans la même stipulation. Le 1er juin à Payback, ils rebattent le trio ennemi dans un No Holds Barred Elimination match. Le lendemain à Raw, Seth Rollins effectue un Heel Turn, car attaque ses frères dans le dos avec une chaise, trahit le Shield et rejoint officiellement l'Authority.

#### Débuts en solo et triple champion du monde poids-lourds (2014-2016)
Le 29 juin à Money in the Bank, il ne remporte pas le titre mondial poids-lourds, battu par John Cena dans un Ladder match qui inclut également Alberto Del Rio, Bray Wyatt, Cesaro, Kane, Randy Orton et Sheamus. Le 20 juillet à Battleground, il ne remporte pas la ceinture, rebattu par son même adversaire dans un Fatal-4-Way match qui inclut également The Big Red Monster et The Apex Predator. Le 17 août à SummerSlam, il bat son précédent dernier adversaire.
Le 20 septembre, il est contraint de déclarer forfait pour Night of Champions, car il doit subir d'urgence une opération chirurgicale pour une hernie incarcérée et s'absenter pendant trois mois. Le 14 décembre à TLC, il fait son retour de blessure, intervient pendant le Tables match entre John Cena et Seth Rollins et attaque Big Show qui est intervenu dans le combat en attaquant le premier.
Le 25 janvier 2015 au Royal Rumble, il entre dans le Men's Royal Rumble match en 19e position et le remporte en éliminant Goldust, Stardust, Titus O'Neil (aidé par Dean Ambrose), Kane, Big Show et Rusev en dernière position. Le 22 février à Fastlane, il bat Daniel Bryan et conserve sa place d'aspirant no 1 au titre mondial poids-lourds à WrestleMania 31. Le 29 mars à WrestleMania 31, pendant le combat qui l'oppose à Brock Lesnar pour la ceinture, Seth Rollins attaque les deux catcheurs, utilise sa mallette, devient le nouveau champion du monde poids-lourds en battant ses deux adversaires dans un Triple Threat match et remporte le titre pour la première fois de sa carrière.
Le 26 avril à Extreme Rules, il bat Big Show dans un Last Man Standing match. Le 17 mai à Payback, il ne remporte pas la ceinture, rebattu par son ancien frère dans un Fatal 4-Way match qui inclut également The Lunatic Frange et Randy Orton. Le 14 juin à Money in the Bank, il ne remporte pas la mallette, gagnée par Sheamus à la suite d'une intervention extérieure de Bray Wyatt à son encontre.
Le 19 juillet à Battleground, il perd face à The Eater of Worlds à la suite d'une intervention extérieure de Luke Harper. Le 23 août à SummerSlam, Dean Ambrose et lui battent leurs deux adversaires. Le 20 septembre à Night of Champions, Chris Jericho et les deux catcheurs perdent face à Braun Strowman et aux deux mêmes opposants dans un 6-Man Tag Team match.

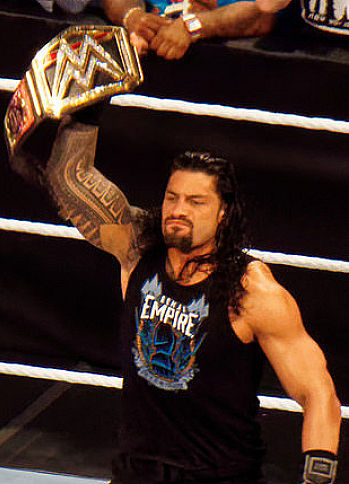
Roman Reigns en tant que champion du monde poids-lourds de la WWE.

Le 25 octobre à Hell in a Cell, il prend sa revanche sur Bray Wyatt dans son tout premier Hell in a Cell match. Le 22 novembre aux Survivor Series, il bat Alberto Del Rio en demi-finale, devient le nouveau champion du monde poids-lourds en battant Dean Ambrose en finale du tournoi et remporte le titre pour la première fois de sa carrière. Après le match, Triple H veut le féliciter, mais il lui porte un Spear et il ne conserve pas sa ceinture, battu par Sheamus qui a utilisé sa mallette sur lui. Le 13 décembre à TLC, il ne remporte pas la ceinture, rebattu par le catcheur irlandais dans un TLC match et tabassé par la League of Nations pendant la rencontre. Après le combat, frustré et énervé par sa défaite, il tabasse à coups de chaise le trio, tout comme Triple H qui essayait vainement de le calmer, fait ensuite passer ce dernier à travers la table des commentateurs espagnols et lui porte un Spear. Le lendemain à Raw, il redevient champion du monde poids-lourds, pour la seconde fois, en prenant sa revanche sur The Celtic Warrior dans un Title vs. Career match.
Le 24 janvier 2016 au Royal Rumble, il entre dans le Men'sRoyal Rumble match en première position, élimine Rusev, The Miz et Alberto Del Rio, mais il ne conserve pas sa ceinture, car il est lui-même éliminé par le futur gagnant, Triple H. Le 21 février à Fastlane, il bat Dean Ambrose et Brock Lesnar dans un Triple Threat match et devient aspirant no 1 au titre mondial poids-lourds à WrestleMania 32.
Le 3 avril à WrestleMania 32, il redevient champion du monde poids-lourds, pour la troisième fois, en prenant sa revanche sur The Game et met fin à sa rivalité avec la famille McMahon. Le 1er mai à Payback, il conserve son titre en battant AJ Styles malgré les nombreuses interventions extérieures des Good Brothers. Le 22 mai à Extreme Rules, il conserve son titre en rebattant son même adversaire dans un Extreme Rules match. Après le combat, Seth Rollins, de retour de blessure après 5 mois et demi d'absence, l'attaque et lui porte son Peidgree.
Le 19 juin à Money in the Bank, il ne conserve pas sa ceinture, battu par son ancien frère. Mais après le combat, celui-ci ne conserve pas non plus sa ceinture, battu par Dean Ambrose qui a utilisé sa mallette sur lui.
Le lendemain, il est suspendu pour 30 jours pour sa première violation du programme de bien-être de la WWE. Le WWE Wellness Program (programme de bien-être de la WWE) utilise le dépistage des drogues pour détecter l'abus de substances. Pro Wrestling Torch et TheWrap ont rapporté qu'il a pris de l'Adderall, une substance interdite par la compagnie, sans prescription médicale,.
Le 23 juillet à Battleground, il fait son retour de suspension, affronte ses anciens partenaires du Shield, mais ne remporte pas le titre de la WWE, battu par Dean Ambrose dans un Triple Threat match qui inclut également Seth Rollins.

#### Champion des États-Unis et Intercontinental (2016-2018)

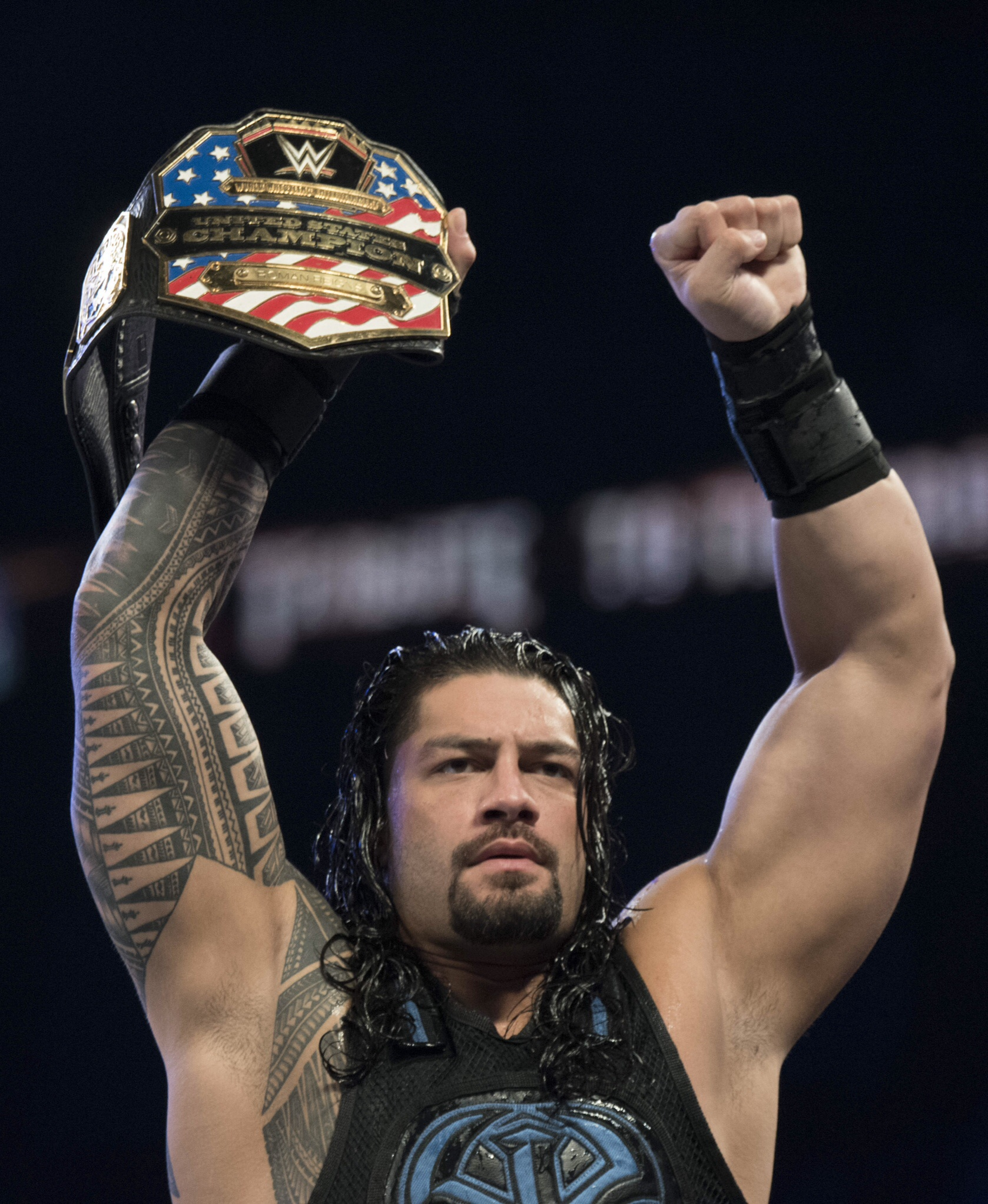
Roman Reigns en tant que champion des États-Unis de la WWE.

Le 21 août à SummerSlam, le match entre Rusev et lui, pour le titre des États-Unis, n'a pas lieu, car les deux catcheurs se bagarrent avant le début du combat. Le 25 septembre à Clash of Champions, il devient le nouveau champion des États-Unis en battant le catcheur bulgare et remporte le titre pour la première fois de sa carrière.
Le 30 octobre à Hell in a Cell, il conserve son titre en rebattant son même adversaire dans un Hell in a Cell match. Le 20 novembre aux Survivor Series, l'équipe Raw, dont il fait partie, perd face à celle de SmackDown dans un Men's 5-on-5 Traditional Survivor Series Elimination Tag Team match. Le 18 décembre à Roadblock: End of the Line, il ne remporte pas le titre Universel, battu par Kevin Owens par disqualification, car attaqué par Chris Jericho. Après le combat, Seth Rollins l'aide à se débarrasser de ses adversaires.
Le 9 janvier 2017 à Raw, il ne conserve pas sa ceinture, battu par Chris Jericho et Kevin Owens dans un 1-on-2 Handicap match (gagné par le premier). Le 29 janvier au Royal Rumble, il ne remporte pas le titre Universel, battu par Kevin Owens dans un No Disqualification match à la suite des nombreuses interventions extérieures de Braun Strowman pendant le match. Plus tard dans la soirée, il entre dans le Men's Royal Rumble match en dernière position, élimine l'Undertaker, Chris Jericho et Bray Wyatt avant d'être lui-même éliminé en dernier par le futur gagnant, Randy Orton. Le 5 mars à Fastlane, il bat Braun Strowman.
Le 2 avril à WrestleMania 33, il bat The Phenom dans un No Holds Barred match. Le 30 avril à Payback, il perd le match revanche face au Monster Among Men. Le 4 juin à Extreme Rules, il ne devient pas aspirant no 1 au titre Universel à Great Balls of Fire, battu par Samoa Joe par soumission dans un Extreme Rules Fatal 5-Way match qui inclut également Bray Wyatt, Finn Bálor et Seth Rollins.
Le 9 juillet à Great Balls of Fire, il reperd face à Braun Strowman dans un Ambulance match. Après le combat, il enferme son adversaire dans l'ambulance et l'écrase contre un camion. Le 20 août à SummerSlam, il ne remporte pas le titre Universel, battu par Brock Lesnar dans un Fatal 4-Way match qui inclut également Braun Strowman et Samoa Joe. Le 24 septembre à No Mercy, il bat John Cena.
Le 9 octobre à Raw, le Shield se reforme officiellement après que Dean Ambrose, Seth Rollins et lui aient attaqué The Bar, le Miz et, plus tard dans la soirée, Braun Strowman en le faisant passer à travers une table. Le 22 octobre, il est atteint d'une méningite, tout comme Bray Wyatt, et est contraint de déclarer forfait pour le 3-on-5 Handicap TLC match à TLC, où il est remplacé par Kurt Angle. Le 13 novembre à Raw, il fait son retour. Plus tard, le Shield bat le The Miz et The Bar dans un 6-Man Tag Team match. 6 soirs plus tard aux Survivor Series, le Shield bat le New Day dans la même stipulation. Le lendemain à Raw, il devient le nouveau champion Intercontinental en battant The Miz, remporte le titre pour la première fois de sa carrière et devient, par la même occasion, le 9e champion du Grand Slam.
Le 22 janvier 2018 à Raw, il ne conserve pas sa ceinture, battu par son même adversaire.

#### Champion Universel et dernière incarnation du Shield (2018-2019)
Le 28 janvier au Royal Rumble, il entre dans le Men's Royal Rumble match en 28e position, élimine le Miz, Seth Rollins, Randy Orton et Titus O'Neil avant d'être lui-même éliminé en dernier par le futur gagnant, Shinsuke Nakamura. Le 25 février à Elimination Chamber, il remporte son premier Men's Elimination Chamber match et devient aspirant no 1 au titre Universel à WrestleMania 34.
Le 8 avril à WrestleMania 34, il ne remporte pas le titre Universel, battu par Brock Lesnar. Le 27 avril au Greatest Royal Rumble, il ne remporte pas la ceinture, rebattu par son même adversaire dans un Steel Cage match de manière controversée. Le 6 mai à Backlash, il bat Samoa Joe. Le 17 juin à Money in the Bank, il bat Jinder Mahal.
Le 15 juillet à Extreme Rules, il perd face à Bobby Lashley. Le 19 août à SummerSlam, il devient le nouveau champion Universel en prenant sa revanche sur Brock Lesnar et remporte le titre pour la première fois de sa carrière. Le 16 septembre à Hell in a Cell, son match face à Braun Strowman dans un Hell in a Cell match se termine en match nul, car The Beast intervient dans le match et les attaque tous les deux en leur portant un F-5 chacun, mais il conserve son titre.
Le 6 octobre à Super Show-Down, le trio bat Braun Strowman, Dolph Ziggler et Drew McIntyre dans un 6-Man Tag Team match. Le 22 octobre à Raw, il annonce le retour de sa leucémie myéloïde chronique, maladie diagnostiquée en 2007 pour laquelle il était en rémission depuis de nombreuses années, et est contraint d'abandonner la ceinture. Après son annonce, il est réconforté par ses deux frères et tous les trois font leur geste.
Le 25 février 2019 à Raw, il fait son retour après trois mois d'absence et annonce être en rémission de sa leucémie, puis Seth Rollins le rejoint et lui fait une accolade. La semaine suivante à Raw, il souhaite reformer le Shield une dernière fois. L'ancien double champion Intercontinental refuse au départ, mais change d'avis. Plus tard dans la soirée, le trio se reforme, car malgré son indécence, Dean Ambrose vient en aide à ses deux frères, attaqués par Baron Corbin, Bobby Lashley et Drew McIntyre. 6 soirs plus tard à Fastlane, ses frères et lui battent le trio ennemi dans un 6-Man Tag Team match.
Le 7 avril à WrestleMania 35, il bat The Scottish Psychopath.

#### Draft àSmackDown Liveet absence (2019-2020)
Le 16 avril à SmackDown Live, lors du Superstar Shake-up, il rejoint officiellement le show bleu, attaque Elias, ainsi que Vince McMahon et leur porte un Superman Punch à chacun. 5 soirs plus tard à The Shield's Final Chapter, le clan fait sa véritable dernière apparition et rebat le même trio dans un 6-Man Tag Team match. Le 19 mai à Money in the Bank, il bat Elias en quelques secondes, bien que son adversaire l'ait attaqué avant le début du combat. Le 7 juin à Super ShowDown, il perd face à Shane McMahon à la suite des interventions extérieures de Drew McIntyre. Le 23 juin à Stomping Grounds, il rebat le catcheur écossais (accompagné du commissionnaire du show bleu).
Le 14 juillet à Extreme Rules, l'Undertaker et lui battent leurs deux adversaires dans un No Holds Barred Tag Team match. Le 15 septembre à Clash of Champions, il perd face à Erick Rowan dans un No Disqualification match, car ce dernier a reçu l'aide de Luke Harper.
Le 6 octobre à Hell in a Cell, Daniel Bryan et lui battent les deux colosses dans un Tornado Tag Team match. Après le combat, ils se font un câlin. Le 31 octobre à Crown Jewel, l'équipe Hogan, dont il fait partie, bat celle de Flair dans un 10-Man Tag Team match. Le 24 novembre aux Survivor Series, l'équipe SmackDown, dont il fait partie, bat celles de Raw et NXT dans un Men's 5-on-5 Traditional Survivor Series Triple Threat Elimination Tag Team match. Le 15 décembre à TLC, il perd face à King Corbin dans un TLC match.
Le 26 janvier 2020 au Royal Rumble, il prend sa revanche sur son même adversaire dans un Falls Count Anywhere match. Le 27 février à Super ShowDown, il rebat son même opposant dans un Steel Cage match.
Le 4 avril, à cause de la pandémie de Covid-19 aux États-Unis et dû au fait qu'il a eu la leucémie, il sera remplacé par Braun Strowman dans le match face à Goldberg pour le titre Universel à WrestleMania 36.

#### The Bloodline (2020-2024)

Roman Reigns en compagnie de ses cousins, Usos et de Paul Heyman, effectuant son entrée à WrestleMania 38.

Le 23 août à SummerSlam, après la victoire du Fiend Bray Wyatt sur Braun Strowman pour le titre Universel, il fait un retour surprise après 4 mois d'absence, en tant que Heel, et attaque les deux hommes avec un Spear. Le 30 août à Payback, alors que le combat a déjà commencé depuis 10 minutes, il redevient champion Universel, pour la seconde fois, en battant ses deux mêmes adversaires dans un No Holds Barred Triple Threat match. Le 27 septembre à Clash of Champions, il conserve son titre en battant Jey Uso par abandon, à la suite de l'intervention du frère de ce dernier, Jimmy Uso, venu arrêter le combat.
Le 25 octobre à Hell in a Cell, il conserve son titre en rebattant son cousin dans un Hell in a Cell I Quit Match, forçant son cousin à prononcer I Quit après avoir porté une guillotine au frère de son adversaire. Le 22 novembre aux Survivor Series, il bat le champion de la WWE, Drew McIntyre, aidé par son cousin, dans un Champion vs. Champion match. Le 20 décembre à TLC, il conserve son titre en battant Kevin Owens dans un TLC match.
Le 31 janvier 2021 au Royal Rumble, il conserve son titre en rebattant son même adversaire dans un Last Man Standing match. Le 21 février à Elimination Chamber, il conserve son titre en battant Daniel Bryan. Après le match, Edge l'attaque en lui portant un Spear, pointe le logo de WrestleMania 37 du doigt et le choisit officiellement comme adversaire. Le 21 mars à Fastlane, il conserve son titre en rebattant son même adversaire, aidé par le Hall of Famer qui tabasse les deux hommes avec une chaise et abandonne son rôle de Special Enforcer.
Le 11 avril à WrestleMania 37, il conserve son titre en battant ses deux opposants dans un Triple Threat match. Le 16 mai à WrestleMania Backlash, il conserve son titre en battant Cesaro par soumission.
Le 18 juillet à Money in the Bank, il conserve son titre en rebattant Edge. Après le match, John Cena, de retour après un an d'absence, le confronte. Le 21 août à SummerSlam, il conserve son titre en battant John Cena. Après le match, Brock Lesnar, de retour après un an d'absence, le confronte à son tour. Le 26 septembre à Extreme Rules, il conserve son titre en battant The Demon Finn Bálor dans un Extreme Rules match et fait subir à son adversaire sa seconde défaite sous sa forme démoniaque.
Le 21 octobre à Crown Jewel, il conserve son titre en battant Brock Lesnar, aidé par les interventions extérieures des Usos. Le 21 novembre aux Survivor Series, il bat le champion de la WWE, Big E, dans un Champion vs. Champion match.
Le 29 janvier 2022 au Royal Rumble, il perd face à Seth Rollins par disqualification, mais conserve son titre. Plus tard dans la soirée, il intervient dans le match entre Brock Lesnar et Bobby Lashley, pour le titre de la WWE, en portant un Spear sur le premier, ce qui permet au second de gagner le combat et le titre, se réconcilie également avec Paul Heyman et le réintègre dans son clan. Le 19 février à Elimination Chamber, il conserve son titre en battant Goldberg par soumission.
Le 3 avril à WrestleMania 38, il conserve son titre et redevient champion de la WWE, pour la quatrième fois, en rebattant Brock Lesnar dans un Winner Takes All match, ce qui fait qu'il devient double champion et unifie les deux titres. Le 8 mai à WrestleMania Backlash, ses cousins et lui battent Drew McIntyre et RK-Bro (Randy Orton et Riddle) dans un 6-Man Tag Team match.
Le 30 juillet à SummerSlam, il conserve ses titres en rebattant The Beast dans un Last Man Standing match. Le 3 septembre à Clash at the Castle, il conserve ses titres en battant Drew McIntyre, aidé par une intervention extérieure de Solo Sikoa qui rejoint officiellement son clan.
Le 5 novembre à Crown Jewel, il conserve ses titres en battant Logan Paul et fait subir sa première défaite à son adversaire. Le 26 novembre aux Survivor Series: WarGames, la Bloodline bat les Brawling Brutes (Sheamus, Ridge Holland et Butch), Drew McIntyre et Kevin Owens dans un Man's WarGames match.
Le 28 janvier 2023 au Royal Rumble, il conserve ses titres en battant Kevin Owens. Après le match, Sami Zayn effectue un Face Turn, car le Québécois le trahit en lui mettant un coup de chaise. Le 18 février à Elimination Chamber, il conserve ses titres en battant Sami Zayn.
Le 2 avril à WrestleMania 39, il conserve ses titres en battant Cody Rhodes, aidé par les interventions extérieures de ses cousins et de Paul Heyman. Le 27 mai à Night of Champions, son jeune cousin et lui ne remportent pas les titres incontestés par équipes, battus par Kevin Owens et Sami Zayn. Pendant le combat, ses cousins frappent leur petit frère par erreur, puis Jimmy Uso effectue un Face Turn en lui portant un Superkick. Le 2 juin à SmackDown, pour le féliciter d'avoir atteint 1 000 jours de règne en tant que champion, Triple H lui offre une nouvelle ceinture : l'Undisputed WWE Universal Championship. Le 16 juin à SmackDown, Jey Uso effectue aussi un Face Turn, lui porte un Superkick et se range du côté de son frère aîné.
Le 1er juillet à Money in the Bank, Solo Sikoa et lui perdent face aux Usos dans un Bloodline Civil War Tag Team match et il subit sa première défaite après trois ans et demi d'invincibilité. Le 5 août à SummerSlam, il conserve son titre en battant Jey Uso, aidé par une intervention extérieure de Jimmy Uso qui effectue un Heel Turn pour se ranger de son côté.
Le 4 novembre à Crown Jewel, il conserve son titre en battant LA Knight, aidé par une intervention extérieure de Jimmy Uso.
Le 27 janvier 2024 au Royal Rumble, il conserve son titre en battant AJ Styles, LA Knight et Randy Orton dans un Fatal 4-Way match, aidé par une intervention extérieure de Solo Sikoa.
Le 6 avril à WrestleMania XL, The Rock et lui battent Cody Rhodes et Seth Rollins. Le lendemain, il ne conserve pas sa ceinture, battu par The American Nightmare dans un Bloodline Rules match.

#### Rivalités avec la Bloodline 2.0 et The Vision (2024-...)
Le 3 août à SummerSlam, pendant le combat entre Cody Rhodes et Solo Sikoa dans un Bloodline Rules match pour le titre incontesté, il fait son retour après 4 mois d'absence, en tant que Face, et attaque le second catcheur avec un Superman Punch et un Spear, ce qui permet au premier de conserver sa ceinture.
Le 5 octobre à Bad Blood, Cody Rhodes et lui battent Jacob Fatu et Solo Sikoa. Pendant le combat, Jimmy Uso fait son retour après 5 mois et demi d'absence et attaque Tama Tonga et Tonga Loa aux abords du ring. Après le combat, son cousin le convainc d'aider son partenaire du soir qui se fait attaquer par les quatre Heels. Le 2 novembre à Crown Jewel, les Usos et lui perdent face à la Bloodline dans un 6-Man Tag Team match. Le 30 novembre aux Survivor Series: WarGames, CM Punk, Sami Zayn, The Usos et lui battent "Big" Bronson Reed et The Bloodline (Jacob Fatu, Tama Tonga, Tonga Loa et Solo Sikoa) dans un Men's WarGames match.
Le 1er février 2025 au Royal Rumble, il entre dans le Men's Royal Rumble match en 16e position, élimine The Miz, Joe Hendry, Sheamus et Bron Breakker avant d'être lui-même éliminé par CM Punk après 37 minutes de match.
Le 19 avril à WrestleMania 41, il perd face à Seth Rollins dans un Triple Threat match qui inclut également CM Punk. Pendant le combat, Paul Heyman et son ancien frère effectuent un Heel Turn et s'allient officiellement.
Le 14 juillet à Raw, il fait son retour après 3 mois d'absence et vient en aide à CM Punk et Jey Uso qui se font attaquer par Bron Breakker et "Big" Bronson Reed. Le 2 août à SummerSlam, son cousin et lui battent leurs deux adversaires.

## Vie privée
- Leati est un membre de la famille Anoa'i, grande famille dans la lutte professionnelle : il est entre autres, le fils de Sika, le frère de Rosey, le cousin de Dwayne The Rock Johnson, de Yokozuna, de Umaga, ainsi que de Rikishi. Il est le grand cousin de Nia Jax, des frères Usos, de leur frère Solo Sikoa et de Jacob Fatu[réf. nécessaire].
- Lors d'un épisode de Raw du 22 octobre 2018, il annonce être atteint d'une maladie de leucémie depuis l'âge de 22 ans[réf. nécessaire].
- Il est marié à Galina Becker[154]depuis 2014, et papa de 6 enfants : une fille Joëlle, née le 14 décembre 2007[155], deux jumeaux ( Kingsley et Waylon ) nés le 11 novembre 2016 et deux autres jumeaux garçons nés 9 mars 2020.[réf. nécessaire]

## Palmarès

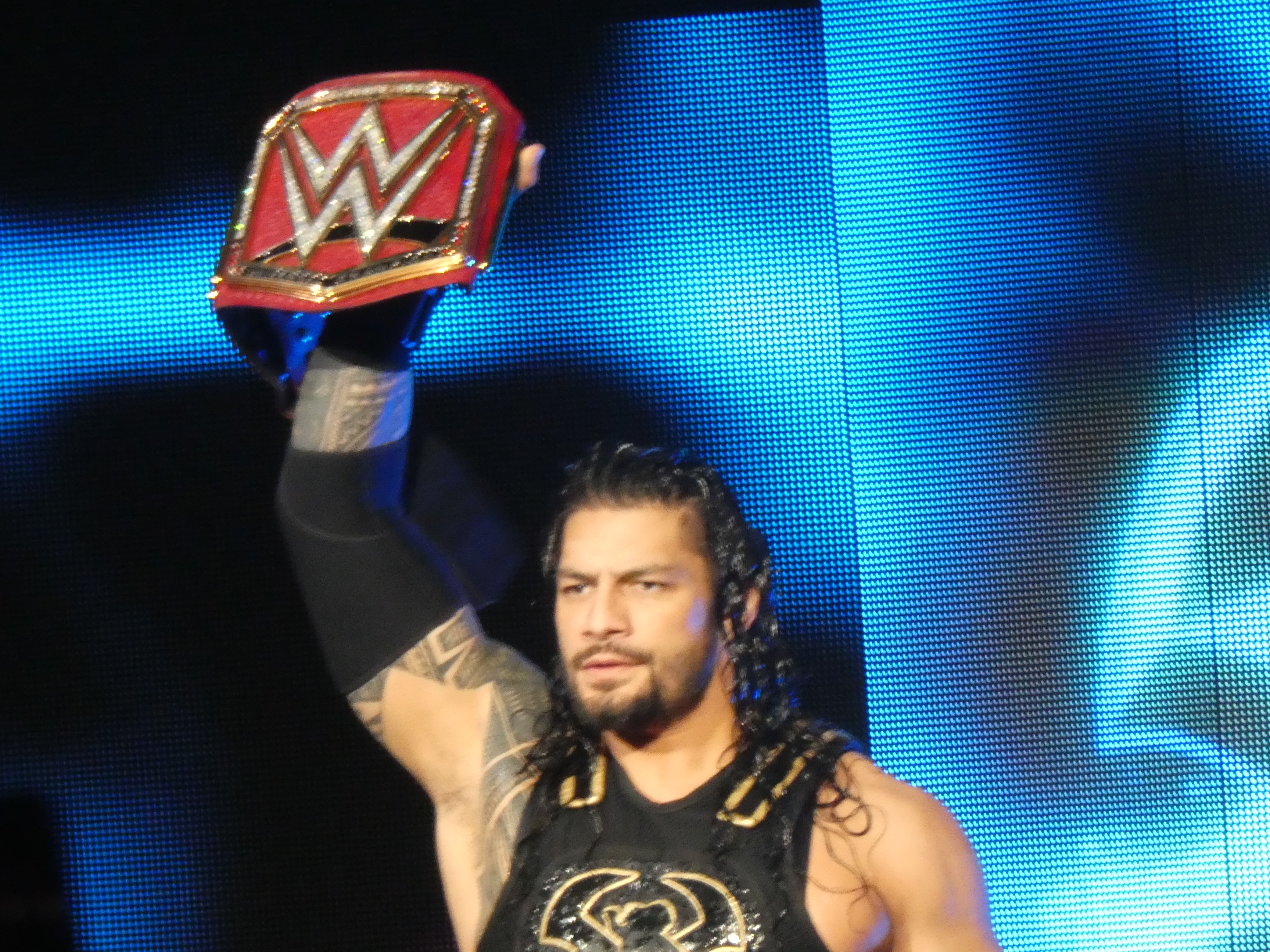
Roman Reigns en tant que champion universel de la WWE.

- Florida Championship Wrestling
  - 1 fois champion de Floride par équipe de la FCW
    - 1 fois avec Mike Dalton

- World Wrestling Entertainment
  - 4 fois champion de la WWE
  - 2 fois champion universel de la WWE (règne le plus long)
  - 1 fois champion du monde par équipes de la WWE
    - 1 fois avec Seth Rollins

  - 1 fois champion intercontinental de la WWE
  - 1 fois champion des États-Unis de la WWE
  - Vainqueur du Royal Rumble en 2015
  - Vainqueur de l'Elimination Chamber en 2018
  - 28e Triple Crown Champion
  - 9e Grand Slam Champion

## Récompenses des magazines
- Pro Wrestling Illustrated
  - PWI Équipe de l'année (2013) avec Seth Rollins
  - PWI Catcheur le plus amélioré de l'année (2015)

| Année | 2011 | 2012 | 2013 | 2014 | 2015 | 2016 | 2017 | 2018 | 2019 | 2020 | 2021 | 2022 | 2023 |
| ----- | ---- | ---- | ---- | ---- | ---- | ---- | ---- | ---- | ---- | ---- | ---- | ---- | ---- |
| Rang  | 371  | 351  | 39   | 7    | 4    | 1    | 4    | 7    | 7    | 14   | 2    | 1    | 2    |

- Wrestling Observer Newsletter
  - Catcheur le plus amélioré de l'année (2013)
  - Équipe de l'année (2013) avec Seth Rollins

## Filmographie

### Cinéma
- 2016 : Countdown de John Stockwell : lui-même
- 2019 : Fast and Furious: Hobbs and Shaw (Fast and Furious Presents: Hobbs and Shaw) de David Leitch : Mateo Hobbs, le frère de Luke Hobbs
- 2020 : The Wrong Missy de Tyler Spindel : Gary
- 2021 : Steve, bête de combat (Rumble) de Hamish Grieve (voix)
- 2025 : The Pickup de Tim Story

### Télévision
- 2019 : Cousins pour la vie (Cousins for Life) : Rodney
- 2020 : Elena d'Avalor (Elena of Avalor) : Kizin (voix)